# Теорема Бельтрами — Эннепера
Теорема Бельтрами — Эннепера — теорема о свойстве асимптотических линий поверхности отрицательной кривизны. 
Теорема доказана независимо друг от друга Эудженио Бельтрами в 1866 году и Альфредом Эннепером в 1870 году.

## Формулировка
Если кривизна асимптотической линии в заданной точке отлична от нуля, 
то квадрат кручения этой линии равен абсолютному значению кривизны поверхности в этой точке.

### Замечания
Для асимптотической кривой, если определена соприкасающаяся плоскость, то она совпадает с касательной плоскостью к поверхности. Поэтому вместо квадрата кручения нужно взять квадрат скорости вращения касательной плоскости в этой точке при смещении по асимптотической кривой. Эта переформулировка полезна когда кривизна асимптотической линии в точке равна нулю, и следовательно соприкасающаяся плоскость не определена.